# Ami Oreiller
Ami Oreiller (Sion, 12 aprile 1987) è un ex sciatore alpino svizzero.

## Biografia
Nato a Sion, Oreiller ha esordito nel Circo bianco il 16 dicembre 2002 a Les Orres giungendo 61º in uno slalom speciale valido come gara FIS; ha partecipato per la prima volta a una prova di Coppa Europa il 4 febbraio 2005, disputando uno slalom gigante a Veysonnaz senza classificarsi. Il 25 ottobre 2009 ha debuttato in Coppa del Mondo disputando lo slalom gigante sul ghiacciaio di Sölden, non riuscendo a qualificarsi per la seconda manche. Il 14 gennaio 2010 a Patscherkofel ha conquistato in discesa libera il suo primo successo in Coppa Europa, nonché primo podio, e il 5 marzo a Sarentino in supergigante il suo ultimo podio nel circuito (2º).
Il 21 febbraio 2015 ha ottenuto a Saalbach-Hinterglemm in discesa libera il suo miglior piazzamento in Coppa del Mondo (41º) e il giorno seguente ha disputato nella medesima località la sua ultima gara nel circuito, piazzandosi 46º in supergigante. Si è ritirato al termine di quella stagione 2014-2015 e la sua ultima gara è stata uno slalom gigante FIS disputato il 14 aprile a Zinal, chiuso da Oreiller al 6º posto; in carriera non ha preso parte né a rassegne olimpiche né iridate.

## Palmarès

### Coppa Europa
- Miglior piazzamento in classifica generale: 6º nel 2010
- 3 podi:
  - 1 vittoria
  - 2 secondi posti

#### Coppa Europa - vittorie
| Data            | Località      | Paese   | Specialità |
| --------------- | ------------- | ------- | ---------- |
| 14 gennaio 2010 | Patscherkofel | Austria | DH         |

Legenda:

DH = discesa libera

### Campionati svizzeri
- 3 medaglie[1]:
  - 1 oro (slalom gigante nel 2010)
  - 2 bronzi (supercombinata nel 2009; supergigante nel 2010)

### Campionati svizzeri juniores
- 3 ori (supergigante, slalom gigante nel 2007; supergigante nel 2008)[senza fonte]